# Гае (станция метро)
«Га́е» (чеш. Háje; до 22 февраля 1990 года — «Космонавтов» (чеш. Kosmonautů)) — станция пражского метрополитена. Конечная на линии C. Расположена за станцией «О́патов».

## Характеристика станции
Станция была открыта 7 ноября 1980 года в составе второго пускового участка линии C «Качеров» — «Космонавтов». С даты открытия и до 22 февраля 1990 года носила название «Космонавтов» (чеш. Kosmonautů).

## Около станции
Расположена в одноимённом микрорайоне Пражского района Прага-11. Имеет 2 вестибюля: восточный — наземный, соединённый со станционным залом тремя эскалаторами; западный — подземный, соединённый со станционным залом лестницами, от которого расходятся городские автобусные маршруты в жилые микрорайоны Петровицы, Ходов, Угржиневес, Коловраты, Гостиварж. 
Станция располагается на глубине 11 метров под площадью Космонавтов, от имени которой и получила своё первоначальное название. Рядом со станцией проходят улицы, сохранившие свои первоначальные названия на тему освоения космоса: Байконурская, Космическая. 
О первоначальном названии станции также напоминает скульптура Яна Бартоша, расположенная у западного выхода около автобусной станции. Скульптурная композиция изображает двух космонавтов – Владимира Ремека, первого космонавта ЧССР и мира, не являющегося гражданином СССР или США, а также советского космонавта Алексея Губарева. Оба космонавта были членами экипажа космического корабля «Союз-28», осуществлявшего полёты по программе сотрудничества с социалистическими странами «Интеркосмос». Скульптура и прежнее название станции обязаны миссии Союза-28, во время выполнения которой и произошло открытие станции.
У станции расположен кинотеатр «Галаксие», имеющий 9 залов. Также есть несколько ресторанов, кондитерских, универмагов, отделений и банкоматов различных банков.

## Путевое развитие
За станцией расположены 2 оборотных тупика и Пункт Технического Обслуживания, так как станция рассчитана как конечная на долгое время.

## Фотогалерея
- Платформы
- Оборотные тупики за станцией
- Конечная остановка автобусов у западного вестибюля
- Восточный вестибюль (слева)